# Torretta
Torretta ist eine italienische Gemeinde in der Metropolitanstadt Palermo in der Autonomen Region Sizilien mit 4384 Einwohnern (Stand 31. Dezember 2023).

## Lage und Daten
Torretta liegt 18 km westlich von Palermo. Die Einwohner arbeiten hauptsächlich in der Landwirtschaft. Weitere Arbeitsplätze gibt es im Handwerk (Tischlereien).
Die Nachbargemeinden sind Capaci, Carini, Monreale und Palermo.

## Geschichte
Der Ort wurde 1636 gegründet.

## Sehenswürdigkeiten
- Kirche Madonna delle Grazie aus dem 17. Jahrhundert

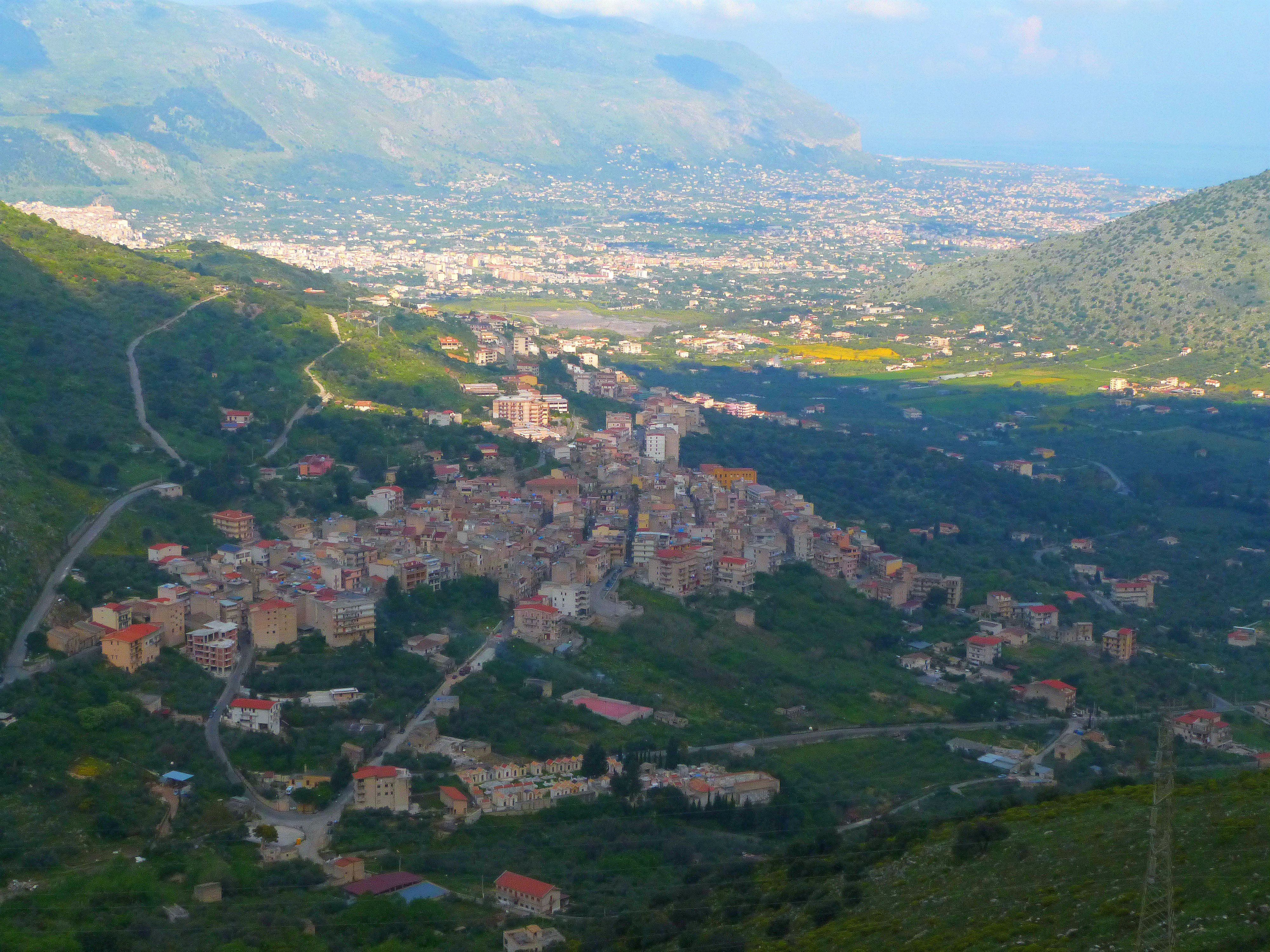
Torretta mit Carini
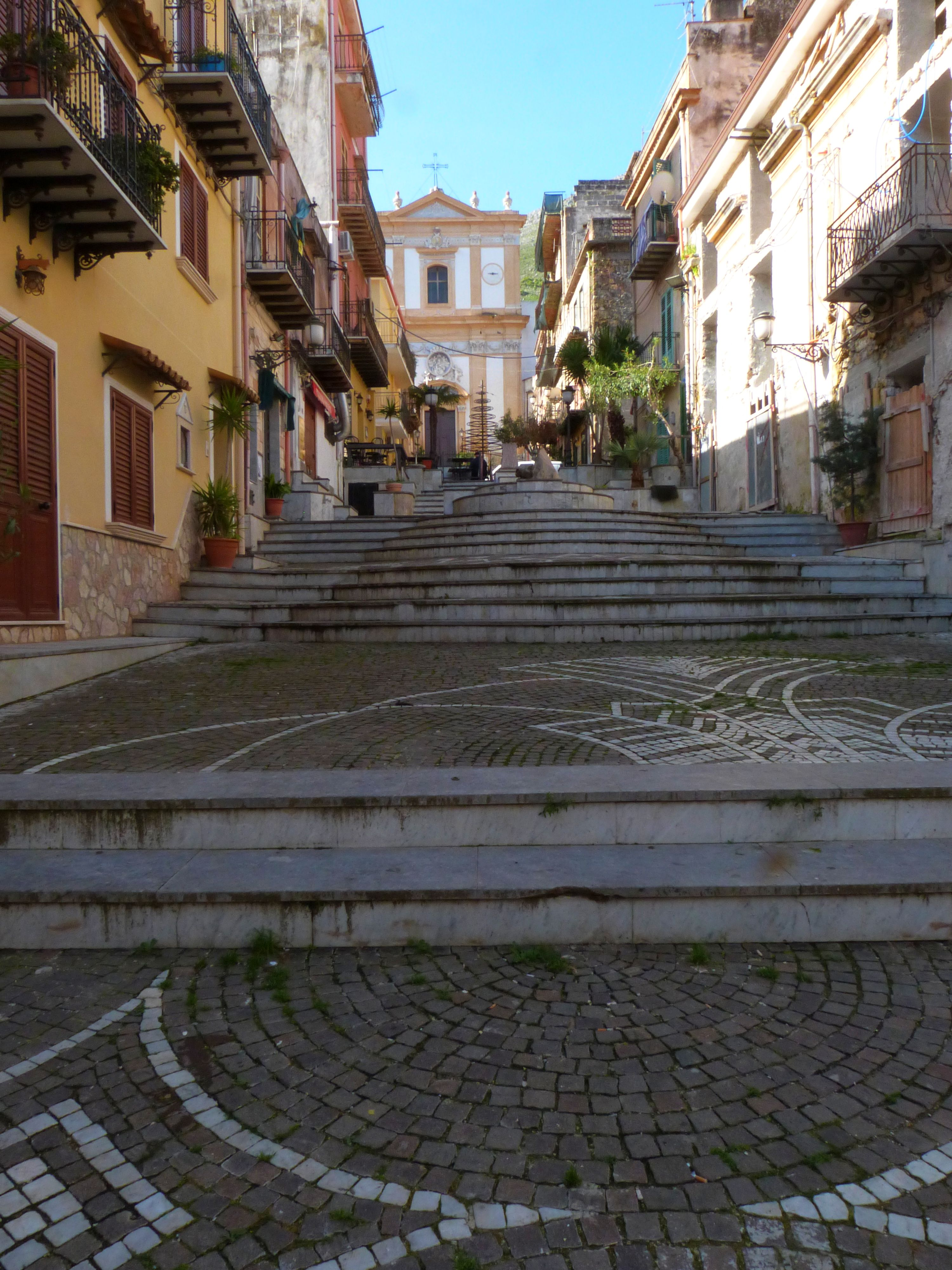
Madonna delle Grazie
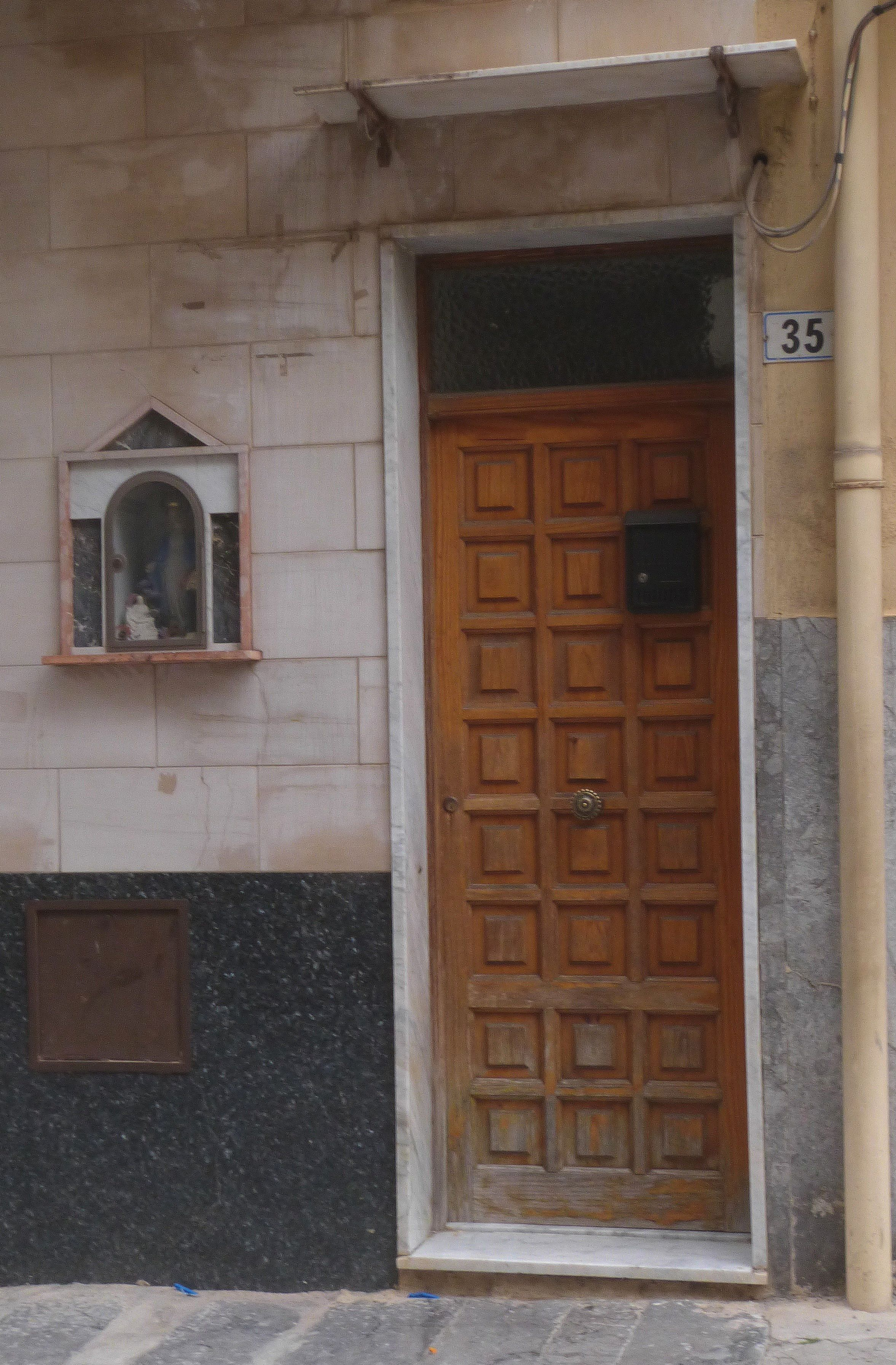
Typische Hausfront
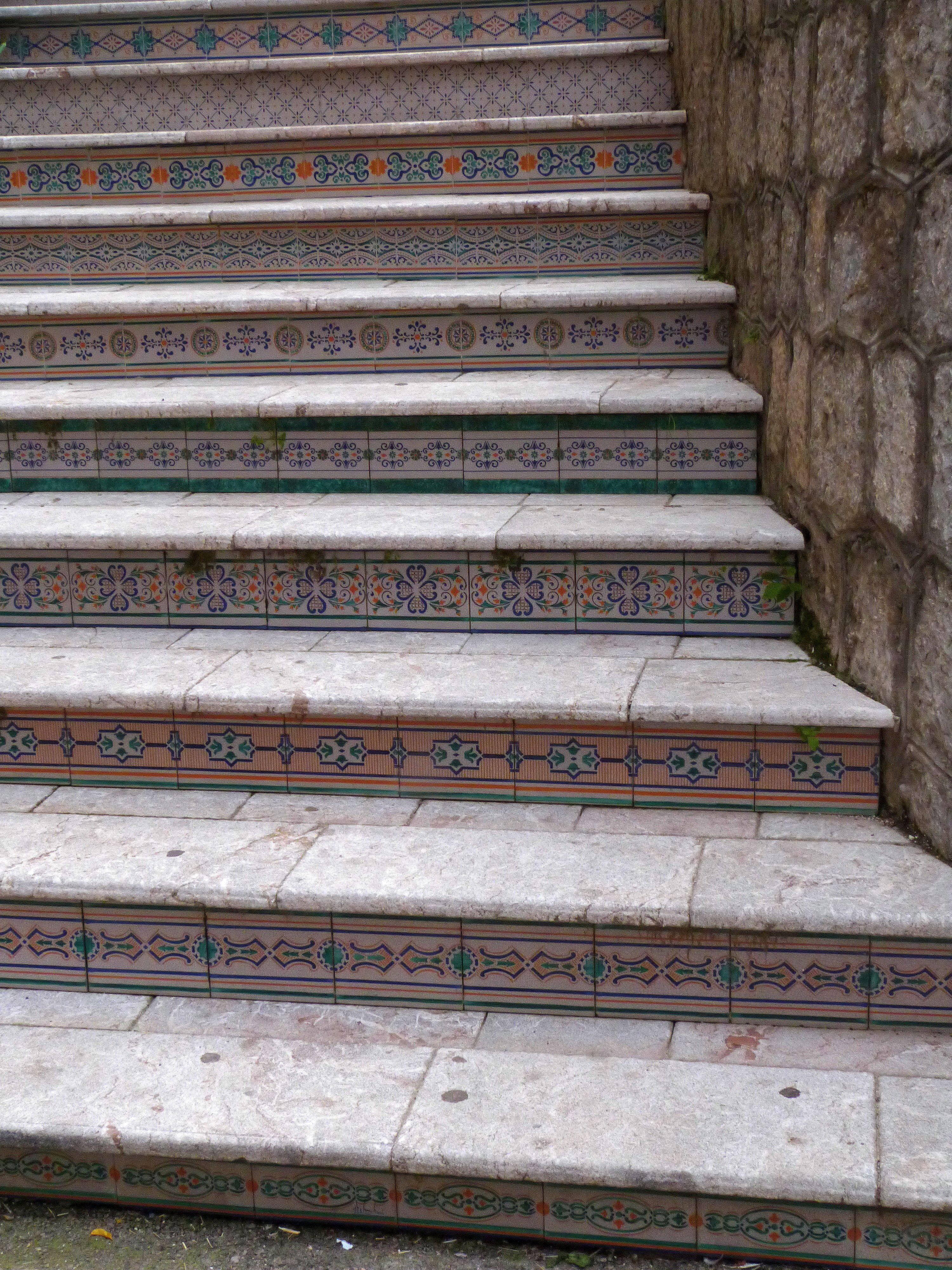
Treppe